# Behältertransport

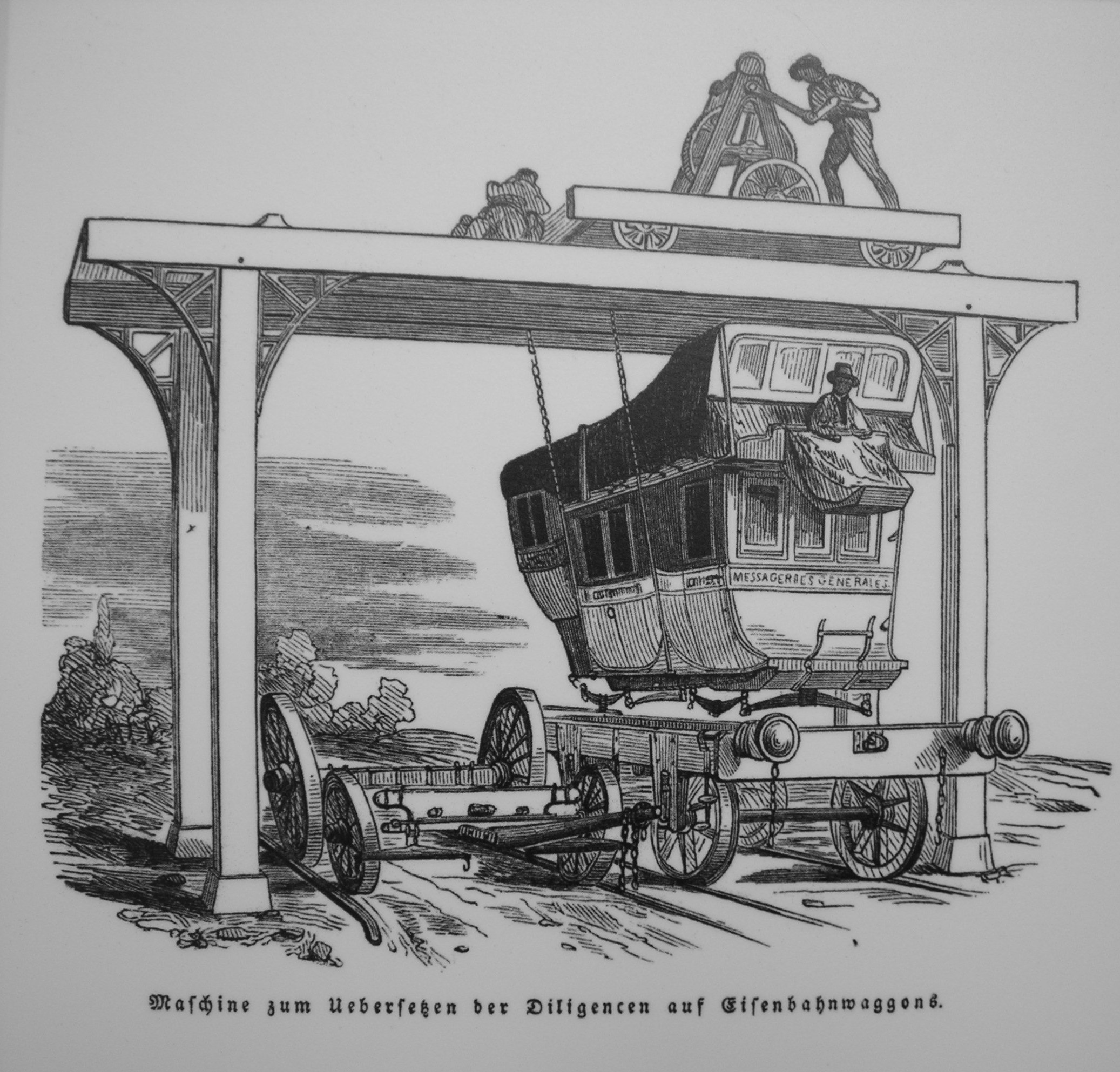
Verladen eines Kutschkastens 1844

Der Transport von Ladung erfordert das Umladen an Start und Ziel sowie den Land- und/oder Seetransport. Diese Teilaufgaben fordern verschiedene Optimierungen.
Der Transport auf der Straße, auf der Bahn und über See sowie in der Luft erfordert spezielle Lösungen, die zu verschiedenen Ausprägungen von Ladeeinheiten, wie beispielsweise Containern, geführt haben. Erfolgt der Transport der Behälter über mehrere Verkehrsträger hinweg, spricht mit von einem intermodalen Verkehr bzw. vom kombinierten Verkehr.

## Geschichte

### Frühe Entwicklungen
Zur Erfindung des Behältertransportes und später des modernen Containers kam es in zahlreichen kleineren Schritten. Frühe Entwicklungen lassen sich bis in die 1920er Jahre zurückverfolgen. Das erste Unternehmen, das ein intermodales System erfolgreich umsetzte, war die US-amerikanische Reederei Seatrain Lines, die ab 1929 Eisenbahnwagen auf speziell dafür entwickelten Gestellen auf entsprechenden Spezialschiffen beförderte.

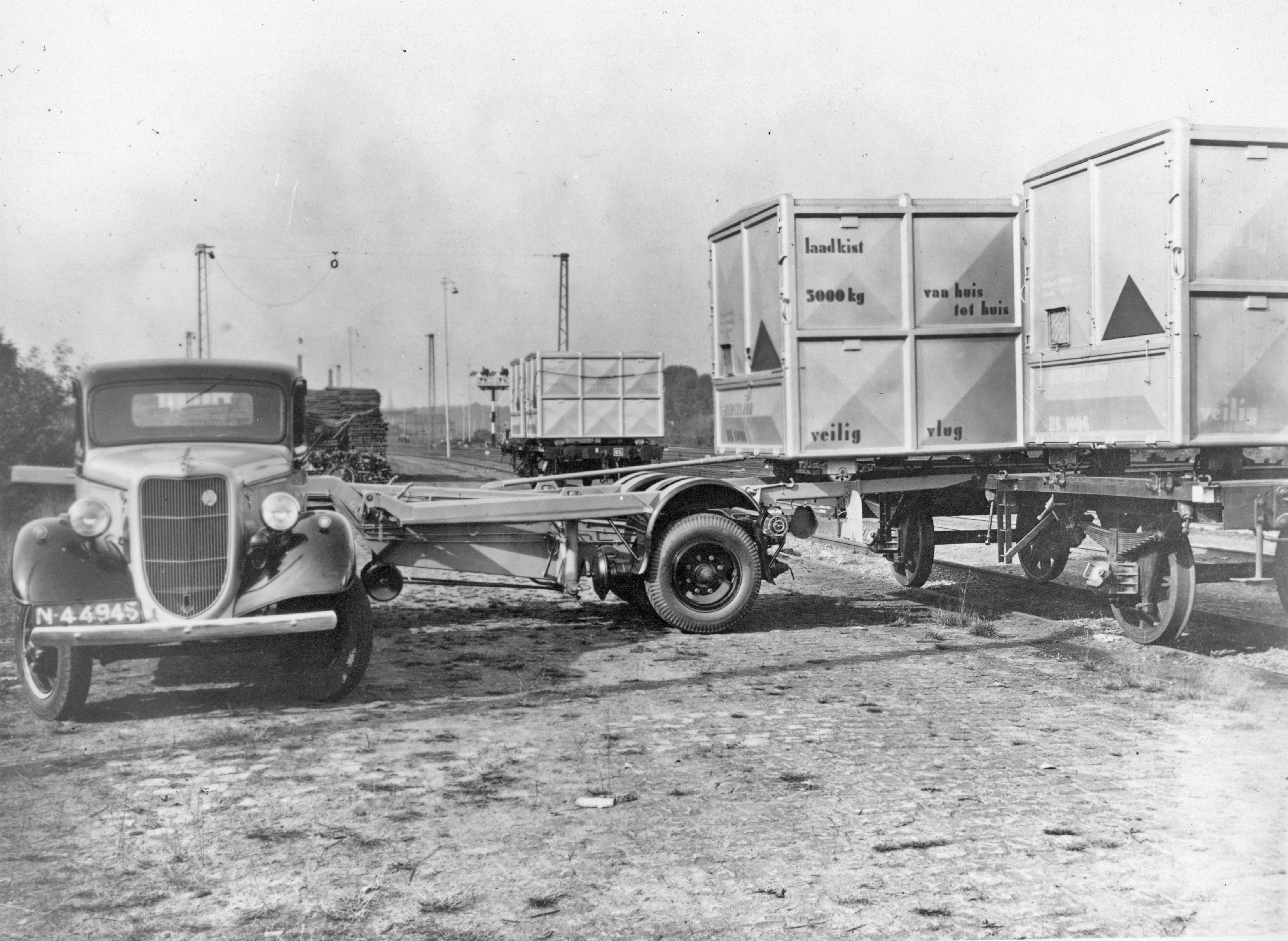
Ladevorgang einer „laadkist“ zwischen Eisenbahnwagen und Lkw (DAF Losser)

In den 1930er Jahren entwickelte die Deutschen Reichsbahn-Gesellschaft (DRG) eine frühe Form des Behälterverkehrs. In den Niederlanden wurden die ersten Behälter, die sogenannten „Laadkisten“, ab 1934 eingesetzt, welche zwischen Straße und Schiene umgeschlagen wurden.

### Während des Zweiten Weltkriegs
In der Zeit des Zweiten Weltkriegs wurden dann in verschiedenen Ländern Anstrengungen unternommen den militärischen Nachschub in großen, containerähnlichen Transportkisten zu befördern. Herauszuheben ist dabei insbesondere die amerikanische Armee, bei der solche Systeme auch im größeren Maßstab umgesetzt wurden.
Im Zuge der Nachkriegsplanungen für eine europäische Breitspurbahn schlugen zunächst Oberreichsbahnrat Günther Wiens vom Reichsbahn-Zentralamt in Berlin und Reichsbahnrat Karl Bauer von der Reichsbahnbau-Direktion München am 31. August 1942 vor, zukünftig von Krananlagen abnehmbare Großbehälter auf Güterwagen zu transportieren. Ab September 1942 wurden dann im Reichsbahn-Zentralamt die technischen Zeichnungen für acht- und zwölfachsige „Behälterwagen“ erstellt. Die Behälter auf den Güterwagen waren tonnenweise genormt in 5, 10, 15, 20 und 30 t. Der 30-t-Behälter entspricht dem heutigen Standard der 40-Fuß-Container.

### Erste Nachkriegsentwicklungen
Im Frühjahr 1949 begann der erste noch mit ehemaligen Panzerlandungsschiffen improvisierte Containertransport der britischen Reederei Atlantic Steam Navigation Company. Diese setzte auf ihrem Liniendienst über die Irische See eine Idee des Army Transport Officer John Gordon Woolam um und führte später zum Bau erster RoRo-Schiffe.
Nach dem Zweiten Weltkrieg führte die Deutsche Bundespost ab 1949 die „Weberbehälter“ oder das „System Weber“ ein. Dies waren genormte Paketbehälter für Straßen- und Schienenfahrzeuge. Die dazu eingesetzten LKW-Typen waren vor allem der Mercedes-Benz L 3500 und L 6600 sowie Büssing LU 77 und Magirus-Deutz S 3000. Ab 1960 versah man die Behälter, die mit Hubwagen verladen wurden, mit Rollen.
In den frühen 1950er Jahren wurde der Behälterverkehr weiter ausgebaut.
Die erste nach modernem Maßstab umgesetzte intermodalen Transportkette über Land und See führte die Eisenbahngesellschaft White Pass and Yukon Railway ein, die ab 1955 mit dem ersten eigens dafür entwickelten Containerschiff, der Clifford J. Rogers, einen Containerliniendienst von Tür zu Tür eröffnete.

### Durchbruch des ISO-Containers
Der US-Amerikaner Malcom P. McLean gilt als Erfinder des modernen Containers, da er 1956 zum ersten Mal Großbehälter für den Transport auf LKW und Schiff einsetzte. Um das übliche Umladen im Hafen einzusparen, soll er als junger Fuhrunternehmer im Jahr 1937 die Idee gehabt haben, zuerst ganze Lastwagen auf Schiffe zu verladen, später nur die Anhänger mitsamt ihren geladenen Behältnissen, schließlich nur noch die Behältnisse selbst. Sein Verdienst ist vor allem, den eigentlichen Durchbruch zum modernen ISO-Container auf den Weg gebracht zu haben.
McLean gründete die Reederei Sea-Land Corporation Ltd. (seit 2006 Maersk - Sealand Line) und ließ alte Öltanker so umbauen, dass an Deck zusätzlich Container geladen werden konnten. Die erste Fahrt führte die so umgebaute Ideal X am 26. April 1956 mit 58 Containern von Newark (New Jersey) nach Houston (Texas). Den Durchbruch hatte der Unternehmer McLean mit der Frachtversorgung des US-Militärs während des Vietnamkriegs. Es dauerte jedoch noch zehn Jahre, bis am 2. Mai 1966 ein Schiff mit Containern, die Fairland, in einem europäischen Hafen (Rotterdam) anlegte; vier Tage später erreichte das Schiff Bremen.